# Phidippus whitmani
La araña saltadora de lomo rojo (Phidippus whitmani) es una especie de araña saltadora araneomorfa de la familia de los saltícidos. Se distribuye al este de Estados Unidos y sureste de Canadá.

## Descripción
Es la especie más pequeña de su género. Tiene una longitud de 5 a 10 mm. Los machos se distinguen por su vivo color rojo y las hembras varían de acuerdo a la zona, hacia el norte son amarronadas con patas grises y hacia el sur del país son más anaranjadas o rojizas. 

## Distribución y hábitat
Se distribuye exclusivamente en América del Norte. En Canadá se encuentra en Manitoba, Nueva Escocia, Ontario y Quebec. En los Estados Unidos se distribuye al este del país. Habita cerca de lechos de hojas, entre plantas herbáceas, en zonas arboladas o bosques.